# Opius brunescens
Opius brunescens är en stekelart som beskrevs av Fischer 1964. Opius brunescens ingår i släktet Opius och familjen bracksteklar. Inga underarter finns listade i Catalogue of Life.